# Astragalus cinereus
Astragalus cinereus är en ärtväxtart som beskrevs av Carl Ludwig von Willdenow. Astragalus cinereus ingår i släktet vedlar, och familjen ärtväxter. Inga underarter finns listade i Catalogue of Life.